# Clistoabdominalis condylostylus
Clistoabdominalis condylostylus är en tvåvingeart som beskrevs av Skevington 2001. Clistoabdominalis condylostylus ingår i släktet Clistoabdominalis och familjen ögonflugor. Inga underarter finns listade i Catalogue of Life.